# Каррер (коммуна)
Карре́р (фр. Carrère) — коммуна во Франции, находится в регионе Аквитания. Департамент — Атлантические Пиренеи. Входит в состав кантона Тер-де-Люи и Кото-дю-Вик-Бий. Округ коммуны — По.
Код INSEE коммуны — 64167.

## География

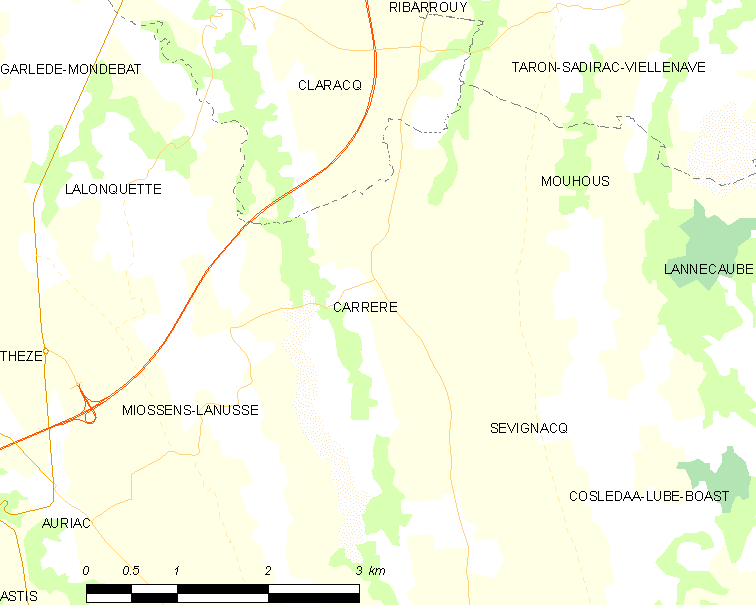
Карта коммуны

Коммуна расположена приблизительно в 630 км к югу от Парижа, в 155 км южнее Бордо, в 22 км к северу от По.

### Климат
Климат тёплый океанический. Зима мягкая, средняя температура января — от +5°С до +13°С, температуры ниже −10 °C бывают редко. Снег выпадает около 15 дней в году с ноября по апрель. Максимальная температура летом порядка 20-30 °C, выше 35 °C бывает очень редко. Количество осадков высокое, порядка 1100 мм в год. Характерна безветренная погода, сильные ветры очень редки.

## Население
Население коммуны на 2010 год составляло 200 человек.
| 1962 | 1968 | 1975 | 1982 | 1990 | 1999 | 2010 |
| ---- | ---- | ---- | ---- | ---- | ---- | ---- |
| 145  | 140  | 143  | 148  | 167  | 168  | 200  |

## Администрация
| Период | Период | Фамилия       | Партия | Примечания |
| ------ | ------ | ------------- | ------ | ---------- |
| 1995   | 2001   | Люсьен Ларруд |        |            |
| 2001   | 2020   | Марк Педелаба |        |            |

## Экономика
В 2010 году среди 140 человек трудоспособного возраста (15-64 лет) 106 были экономически активными, 34 — неактивными (показатель активности — 75,7 %, в 1999 году было 73,8 %). Из 106 активных жителей работали 100 человек (47 мужчин и 53 женщины), безработных было 6 (5 мужчин и 1 женщина). Среди 34 неактивных 11 человек были учениками или студентами, 15 — пенсионерами, 8 были неактивными по другим причинам.

## Достопримечательности
- Церковь Св. Иоанна Крестителя (XVIII век)[4]

## Фотогалерея

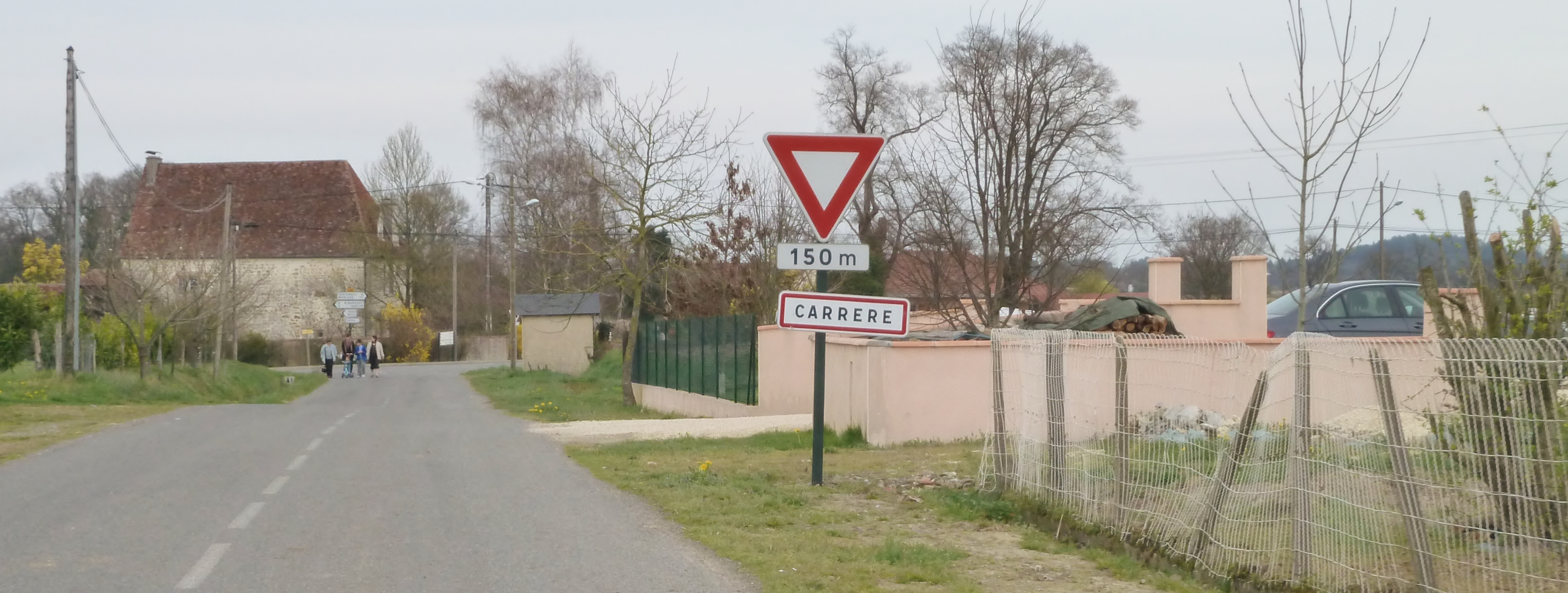
Въезд в Каррер
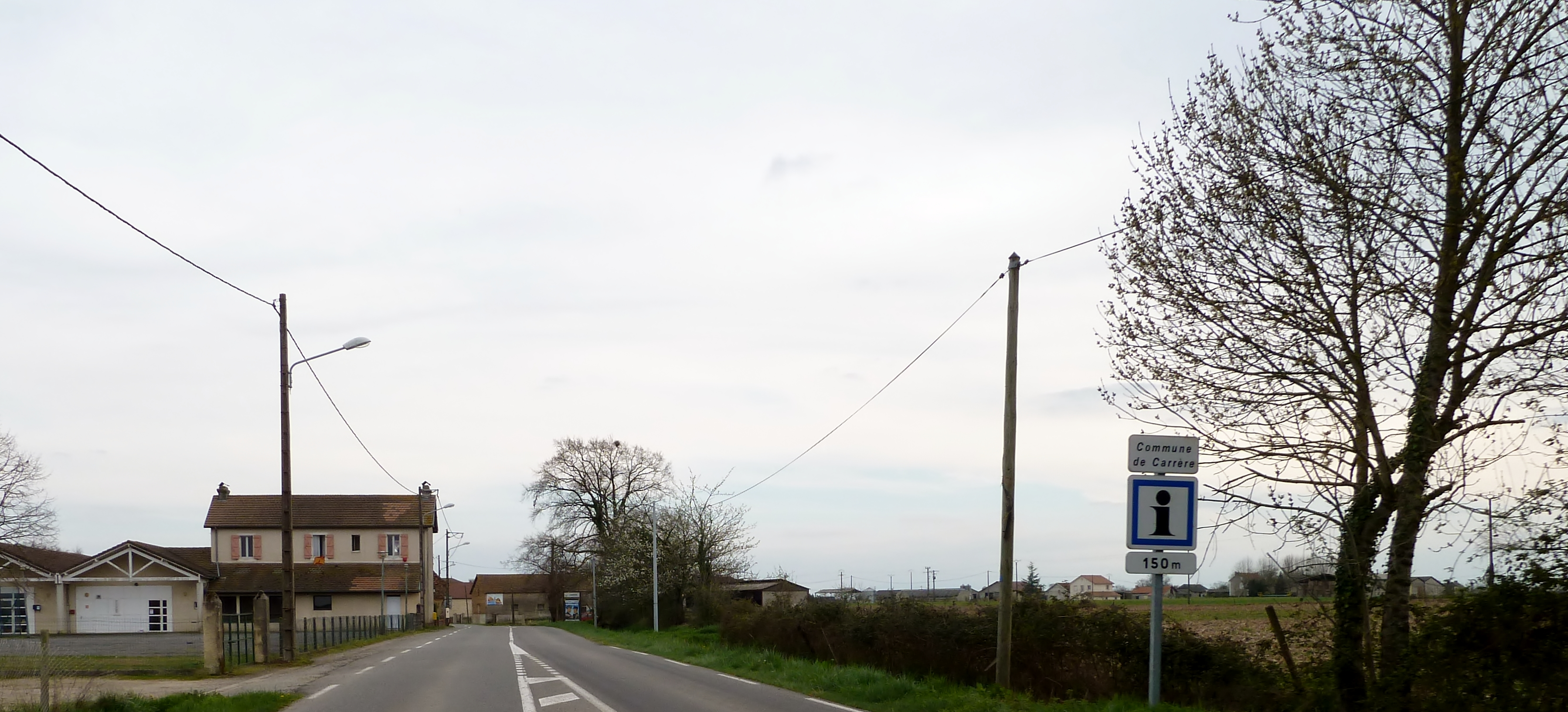
Каррер
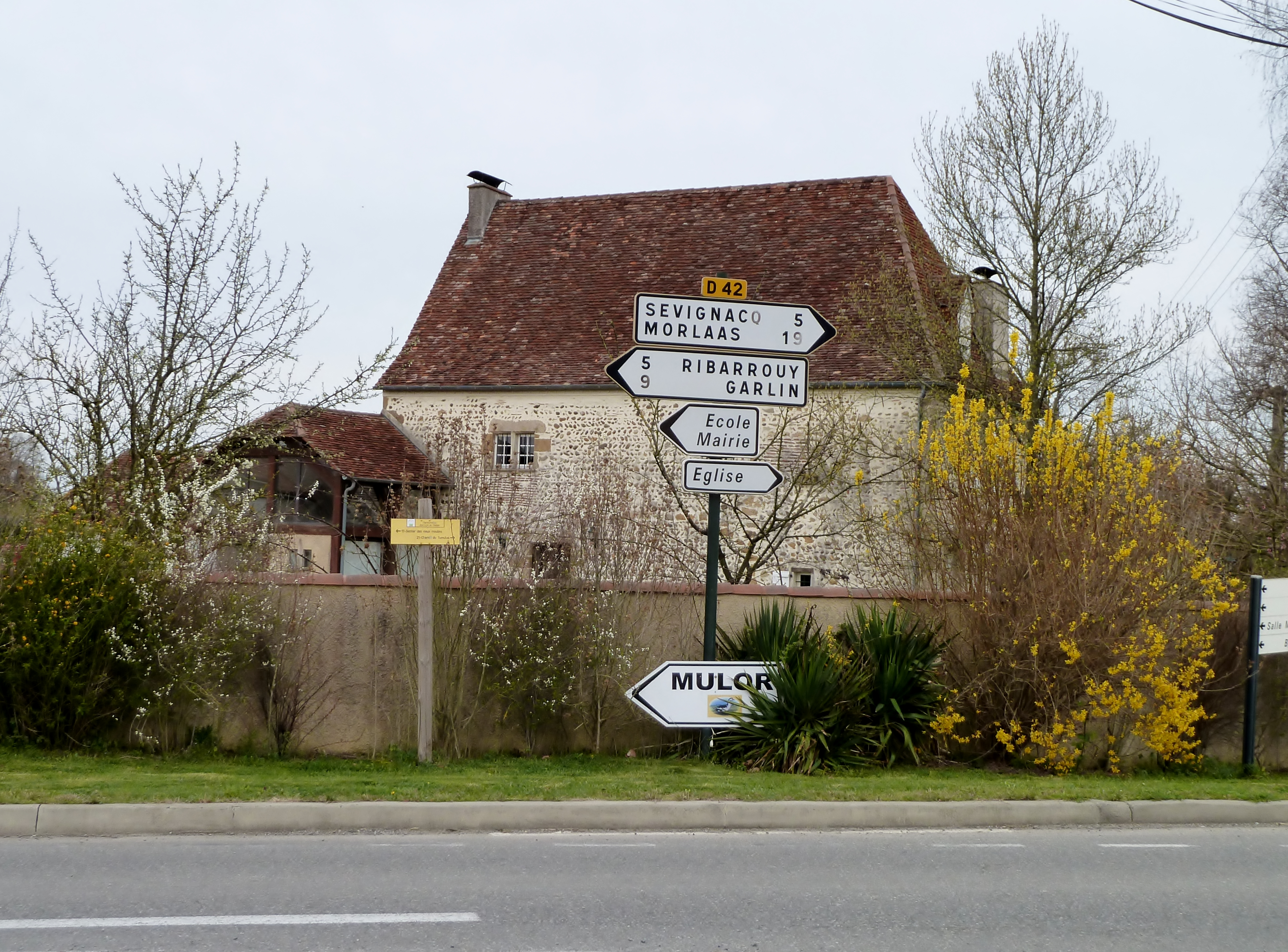